# Eustichia spruceana
Eustichia spruceana là một loài rêu trong họ Eustichiaceae. Loài này được Müll. Hal. Paris mô tả khoa học đầu tiên năm 1900.